# Godfrey Kisitu
Godfrey Kisitu est un footballeur ougandais des années 1970. Il remporta la Coupe CECAFA des nations 1976 et fut finaliste de la CAN 1978 avec l'Ouganda.

## Buts en sélection
| Buts en sélection de Godfrey Kisitu | Buts en sélection de Godfrey Kisitu | Buts en sélection de Godfrey Kisitu | Buts en sélection de Godfrey Kisitu | Buts en sélection de Godfrey Kisitu | Buts en sélection de Godfrey Kisitu | Buts en sélection de Godfrey Kisitu |
|                                     | Date                                | Lieu                                | Adversaire                          | Score                               | Résultat                            | Compétition                         |
| ----------------------------------- | ----------------------------------- | ----------------------------------- | ----------------------------------- | ----------------------------------- | ----------------------------------- | ----------------------------------- |
| 1.                                  | 12 novembre 1976                    | ? (Zanzibar)                        | Malawi                              | ?                                   | 2-1                                 | Coupe CECAFA des nations 1976       |
| 2.                                  | 12 novembre 1976                    | ? (Zanzibar)                        | Malawi                              | ?                                   | 2-1                                 | Coupe CECAFA des nations 1976       |
| 3.                                  | 6 mars 1978                         | Kumasi (Ghana)                      | Congo                               | 3-1 (1 but à 81e)                   | 3-1                                 | CAN 1978                            |
| 4.                                  | 11 mars 1978                        | Kumasi (Ghana)                      | Maroc                               | 1-0 (1 but à 13e)                   | 3-0                                 | CAN 1978                            |